# Rosa hezhangensis
Rosa hezhangensis är en rosväxtart som beskrevs av T.L. Xu. Rosa hezhangensis ingår i släktet rosor, och familjen rosväxter. Inga underarter finns listade i Catalogue of Life.